# Parafia Nawiedzenia Najświętszej Maryi Panny w Tuczempach
Parafia Nawiedzenia Najświętszej Maryi Panny w Tuczempach − parafia rzymskokatolicka znajdująca się w archidiecezji przemyskiej, w dekanacie Jarosław II.

## Historia
W 1890 roku w Tuczempach było 620 grekokatolików i 597 rzymsko-katolików. Grekokatolikami byli też Polacy, którzy w miejscowej filialnej cerkwi pw. Zmartwychwstania Chrystusa, śpiewali polskie pieśni. Gdy w 1892 roku proboszcz z parochii w Ostrowie zabronił śpiewania po polsku, wierni opuścili cerkiew, przechodząc chwilowo na wyznanie ewangelickie, a następnie na rzymskokatolickie. W 1900 roku w Tuczempach było 1050 rzymsko-katolików i 198 grekokatolików.
Edward Micewski właściciel Tuczemp ofiarował plac pod budowę kościoła. W latach 1908–1911 zbudowano jednonawowy murowany kościół w stylu renesansowo-romańskim. W 1911 roku dekretem bpa Józefa Sebastiana Pelczara została erygowana espozytura z wydzielonego terytorium parafii Jaroslaw-Kolegiata, a pierwszym expozytem został ks. Jakub Zych. Kościół był zniszczony podczas wojen światowych i odbudowywany.
Gdy kościół okazał się za mały, podjęto decyzję o jego rozbudowie. W latach 2001–2002 dobudowano pierwszą nawę, którą 1 września 2002 roku poświęcił bp Stefan Moskwa. W 2003 roku prowadzono budowę drugiej nawy.
W 2000 roku przy trasie międzynarodowej E-4 parafia postawiła metalowy Krzyż Milenijny, który ma symbolizować przekroczenie progu nowego tysiąclecia w życiu duchowym parafian, a także zawierzenia parafii opatrzności bożej. Krzyż powstał z inicjatywy ówczesnego księdza proboszcza oraz władz lokalnych.
Na terenie parafii jest 1 514 wiernych.
Proboszczowie parafii:
1911–1919. ks. Jakub Zych (ekspozyt).
1919–1938. ks. Józef Hajduk (ekspozyt).
1938–1950. ks. Józef Kluz.
1950–1969. ks. Jan Bielec (administrator).
1969–2000. ks. Ignacy Gerlach.
2000–2006. ks. Czesław Jaworski.
2006. ks. Franciszek Kida.
2006– nadal ks. Zygmunt Balawender.